# Bandeira da Hungria
A bandeira da Hungria é uma tricolor horizontal de vermelho, branco e verde. Esta bandeira foi adoptada durante a revolta de 1848. Até 1945, a coroa real era colocada no centro da bandeira. A cor vermelha simboliza "força", o branco simboliza "fidelidade" e o verde simboliza "esperança".

## Outras bandeiras

Bandeira do Estado.
Bandeira de guerra.
Bandeira civil.
Bandeira naval.

## Bandeiras históricas

Bandeira com o escudo adornado com anjos (1867-1918).
Bandeira de 1918 a 1919.
Bandeira da República Soviética Húngara em 1919.
Bandeira com o escudo tradicional da Hungria (1920-1946). Desde 1990 se usa como bandeira do Estado.
Bandeira de 1946 a 1949.
Bandeira de 1949 a 1956.
Bandeira da Revolução Húngara de 1956, com o brasão comunista «recortado».